# Emmanuel Tois
Emmanuel Michel François Tois (* 28. September 1965 in Le Petit-Quevilly) ist ein französischer römisch-katholischer Geistlicher und Weihbischof in Paris.

## Leben
Emmanuel Tois absolvierte zunächst ein Jurastudium an der juristischen Fakultät in Rennes und studierte anschließend an der École Nationale de la Magistrature. Nach einer Zeit der Berufstätigkeit in der Rechtspflege trat er in das Priesterseminar des Erzbistums Paris ein, für das er nach Abschluss seines Theologiestudiums am 11. Dezember 2011 durch den Pariser Weihbischof Jean-Yves Nahmias in der Kirche Notre Dame de l'Arche d'Alliance die Diakonenweihe empfing. Der Pariser Erzbischof André Kardinal Vingt-Trois spendete ihm am 30. Juni 2012 in der Kathedrale Notre-Dame de Paris das Sakrament der Priesterweihe.
Nach der Priesterweihe war er bis 2017 Kaplan an der Kirche Notre-Dame-de-la-Croix de Ménilmontant. Von 2014 bis 2021 war er zudem Kaplan der Vereinigung katholischer Richter und Justizbeamter von Paris. Von 2015 bis 2017 gehörte er dem Priesterrat und von 2015 bis 2020 dem Konsultorenkollegium des Erzbistums Paris an. Von 2017 bis 2021 war er Pfarrer an der Kirche Notre-Dame du Rosaire und von 2018 bis 2021 zudem Dekan des Dekanats Alésia-Plaisence. Erzbischof Michel Aupetit ernannte ihn 2021 zum Generalvikar. Dessen Nachfolger Laurent Ulrich bestätigte ihn in diesem Amt.
Am 17. Oktober 2023 ernannte ihn Papst Franziskus zum Titularbischof von Vertara und zum Weihbischof in Paris. Die Bischofsweihe spendete ihm der Pariser Erzbischof Laurent Ulrich am 17. November desselben Jahres in der Kirche Saint Sulpice in Paris. Mitkonsekratoren waren der Bischof von Meaux, Jean-Yves Nahmias, und der Pariser Weihbischof Philippe Marsset.